# Cadmos
Cadmos (în greacă veche Κάδμος), sau Cadmus, este un erou din mitologia greacă, fiu al regelui Agenor⁠(d) al Tirului. Fiind unul dintre frații prințesei Europa, Cadmos a fost trimis în căutarea ei, după ce Zeus, transformat în taur, o răpise. Călătoria l-a purtat pe meleagurile Beoției, unde a întemeiat cetatea Teba. Conform legendelor, descendenții lui Cadmos au domnit la Teba timp de mai multe generații, inclusiv în vremea Războiului troian.
Cadmos a fost recunoscut de grecii antici (printre care și Herodot) ca fiind cel care a introdus pentru elenii antici alfabetul fenician original.
Etimologia numelui Cadmos este incertă. Traduceri din greacă, arabă și ebraică denotă că numele ar putea însemna excelent sau venit din est.

## Mitologie
După ce Zeus a răpit-o pe Europa, regele Agenor⁠(d) al Tirului, l-ea poruncit celor trei fii ai săi, Phoenix⁠(d), Cilix⁠(d) și Cadmos, să străbată lumea și s-o găsească. Cei doi frați s-au rătăcit de Cadmos și, temându-se să se întoarcă acasă fără acesta, au întemeiat noi cetăți în care să domnească. Phoenix a devenit astfel regele Feniciei, iar Cilix, al Ciliciei.

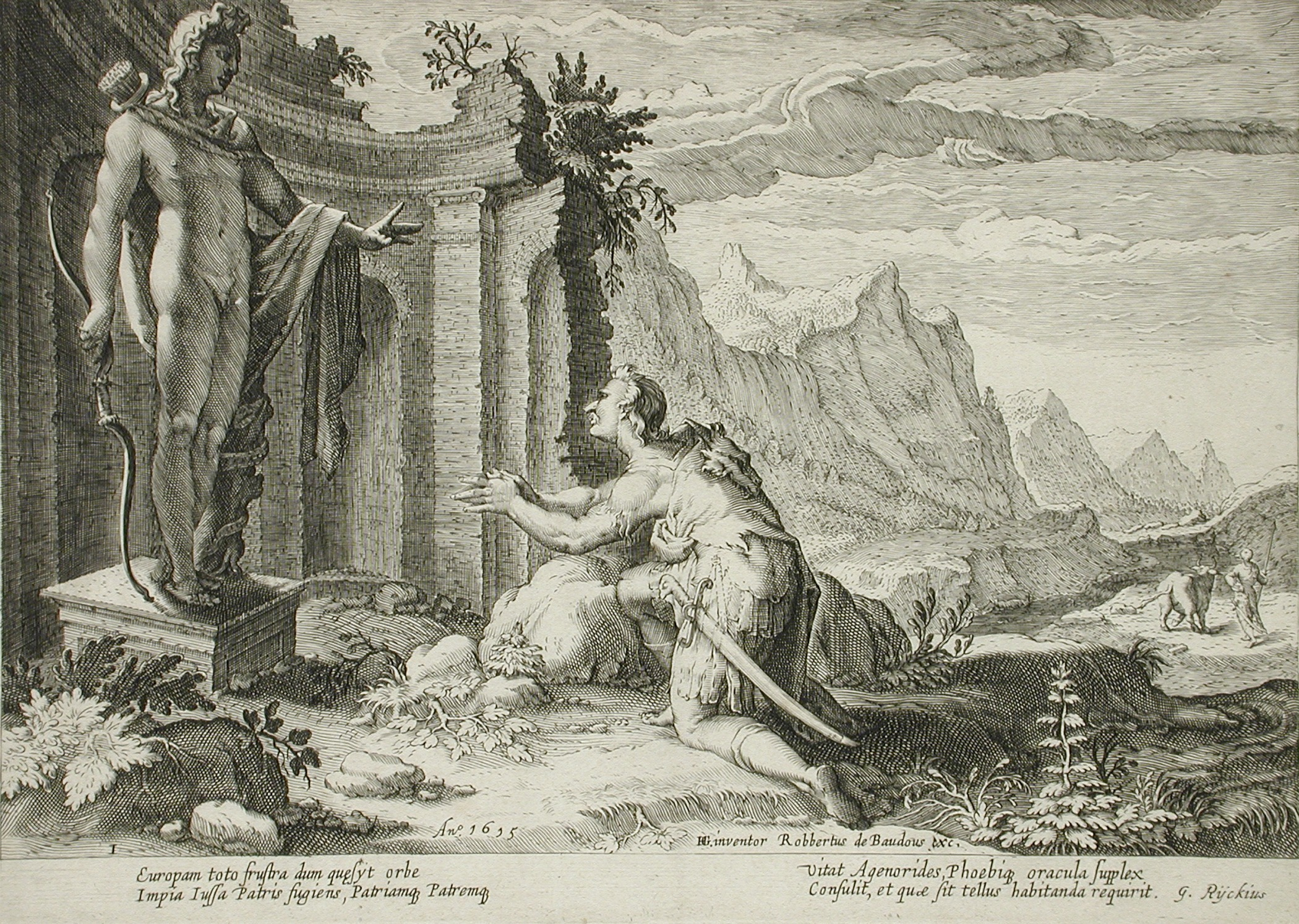
Cadmos la Oracolul din Delphi, gravură de Hendrick Goltzius

Cadmos a călătorit până la poalele Muntelui Parnas, unde a urcat să ceară Oracolului din Delphi informații despre sora sa. Aici, zeul Apollo, vorbind prin preoteasa Pythia, i-a ordonat să renunțe la a o mai căuta Europa și să își urmeze propriul destin: să calce pe calea arătată de o vită fermecată până în locul în care aceasta se va culca în iarbă și acolo să pună bazele unei noi cetăți, iar ținutului de acolo să-i dea numele Beoția. Săvârșind acestea, va atinge gloria, dar va plăti mai târziu prin multe suferințe. Cadmos a respectat cerințele zeului Apollo și a făcut întocmai cum i s-a spus.

Odată ajuns la destinație, Cadmos a sărutat pământul dăruit și a început să pregătească o ofrandă zeiței Atena (în alte variante lui Zeus). Și-a trimis însoțitorii să aducă apă de la izvorul din vecinătate. Soarta a făcut ca aceștia să fie uciși de păzitorul acelei ape, un balaur al cărui tată era zeul Ares.

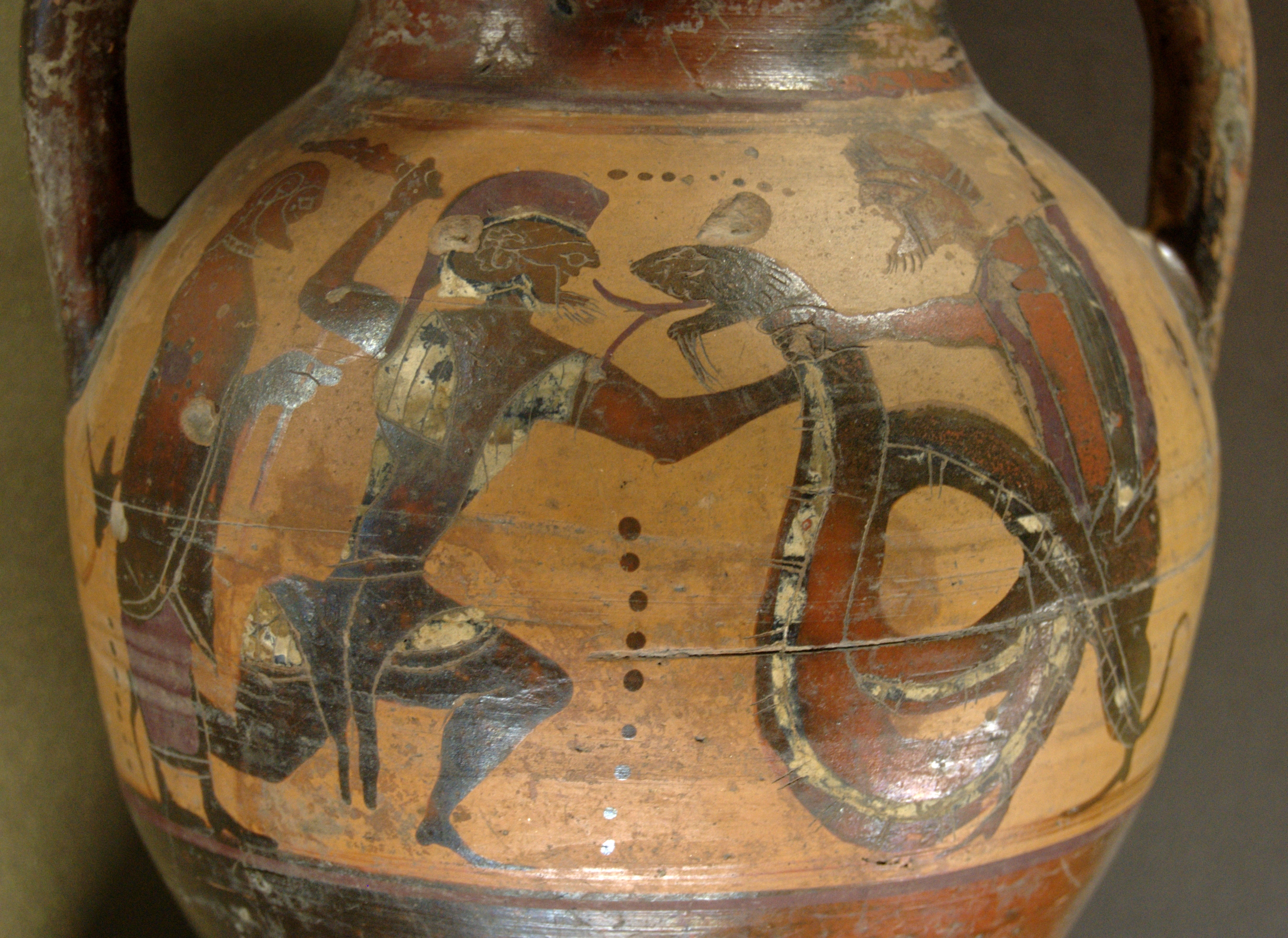
Cadmos luptând cu balaurul,
ceramică din 560–550 î.Hr.

 Cadmos s-a răzbunat ucigând monstrul. A fost apoi sfătuit de Atena să semene dinții balaurului în pământ. Din acești dinți au apărut o seminție de oameni înarmați și feroce, numiți spartoi („semănați”). Aruncând o piatră printre ei, Cadmos i-a făcut să se lupte unii cu alții până când nu au mai supraviețuit decât cinci dintre ei, care apoi l-au ajutat să construiască Cadmeea, citadela viitorului oraș Teba, și au devenit fondatorii celor mai nobile familii din acel oraș. Teba, care ulterior a ajuns cel mai mare oraș din Beoția și unul dintre cele mai importante polisuri ale civilizației elene, era denumită în antichitate „Teba cea cu șapte porți”:
„Noi ne fălim că stăturăm cu mult mai viteji ca părinții.
Noi după semne cerești și cu ajutorul lui Zeus
Teba cu șaptele-i porți cucerirăm, deși mai puțină
Oaste pe acolo-mprejur mânasem sub zid la cetate.”—Homer, Iliada''
Pentru grecii antici, dinții (colții) balaurului, fiul lui Ares, simbolizau lăncile. Prin această alegorie, aezii care au transmis acest mit din generație în generație voiau să arate de ce tebanii erau un popor de războinici.

### Nunta cu Harmonia
Balaurul fusese sacru pentru Ares, așa că zeul l-a pus pe Cadmos să ispășească o pedeapsă de opt ani, slujindu-l. Potrivit relatărilor tebane, la încheierea acestei perioade, zeii i-au dat-o ca soție pe Harmonia („armonie”, literalmente „a pune sau a aduna laolaltă”). La Teba, Cadmos și Harmonia au pus bazele unei dinastii, având împreună un fiu, Polydorus, și patru fiice, Agave, Autonoë, Ino și Semele.
La nunta celebrată în Samotracia (sau în Teba) au fost prezenți toți zeii; Harmonia a primit ca daruri de nuntă un peplos lucrat de Atena și un colier făcut de Hefaistos. Acest colier, denumit „Colierul Armoniei”, a adus nenorocire tuturor celor care l-au posedat. 
În pofida naturii divine rânduite căsătoriei și regatului său, Cadmos a trăit pentru a le regreta pe amândouă: familia sa a fost lovită de nenorociri grave, iar orașul de tulburări civile. În cele din urmă, Cadmos a abdicat în favoarea nepotului său, Penteu.

## Familia lui Cadmos
|  |  |         |         |           |           |           |           | Agenor    | Agenor    | Agenor | Agenor | Agenor | Agenor |        |        |        |        |        |        |         |         |         |         |         |         |       |       |     |     |        |        |        |        |        |        |  |  |        |        |        |        |        |        | Telephassa | Telephassa | Telephassa | Telephassa | Telephassa | Telephassa |      |      |      |      |      |      |  |  |
|  |  |         |         |           |           |           |           | Agenor    | Agenor    | Agenor | Agenor | Agenor | Agenor |        |        |        |        |        |        |         |         |         |         |         |         |       |       |     |     |        |        |        |        |        |        |  |  |        |        |        |        |        |        | Telephassa | Telephassa | Telephassa | Telephassa | Telephassa | Telephassa |      |      |      |      |      |      |  |  |
|  |  |         |         |           |           |           |           |           |           |        |        |        |        |        |        |        |        |        |        |         |         |         |         |         |         |       |       |     |     |        |        |        |        |        |        |  |  |        |        |        |        |        |        |            |            |            |            |            |            |      |      |      |      |      |      |  |  |
|  |  | Armonia | Armonia | Armonia   | Armonia   | Armonia   | Armonia   |           |           |        |        |        |        | Cadmos | Cadmos | Cadmos | Cadmos | Cadmos | Cadmos |         |         | Cilix   | Cilix   | Cilix   | Cilix   | Cilix | Cilix |     |     | Europa | Europa | Europa | Europa | Europa | Europa |  |  | Fenix  | Fenix  | Fenix  | Fenix  | Fenix  | Fenix  |            |            |            |            |            |            |      |      |      |      |      |      |  |  |
|  |  | Armonia | Armonia | Armonia   | Armonia   | Armonia   | Armonia   |           |           |        |        |        |        | Cadmos | Cadmos | Cadmos | Cadmos | Cadmos | Cadmos |         |         | Cilix   | Cilix   | Cilix   | Cilix   | Cilix | Cilix |     |     | Europa | Europa | Europa | Europa | Europa | Europa |  |  | Fenix  | Fenix  | Fenix  | Fenix  | Fenix  | Fenix  |            |            |            |            |            |            |      |      |      |      |      |      |  |  |
|  |  |         |         |           |           |           |           |           |           |        |        |        |        |        |        |        |        |        |        |         |         |         |         |         |         |       |       |     |     |        |        |        |        |        |        |  |  |        |        |        |        |        |        |            |            |            |            |            |            |      |      |      |      |      |      |  |  |
|  |  |         |         |           |           |           |           |           |           |        |        |        |        |        |        |        |        |        |        |         |         |         |         |         |         |       |       |     |     |        |        |        |        |        |        |  |  |        |        |        |        |        |        |            |            |            |            |            |            |      |      |      |      |      |      |  |  |
|  |  |         |         | Polydorus | Polydorus | Polydorus | Polydorus | Polydorus | Polydorus |        |        | Agave  | Agave  | Agave  | Agave  | Agave  | Agave  |        |        | Autonoe | Autonoe | Autonoe | Autonoe | Autonoe | Autonoe |       |       | Ino | Ino | Ino    | Ino    | Ino    | Ino    |        |        |  |  | Semele | Semele | Semele | Semele | Semele | Semele |            |            |            |            |            |            | Zeus | Zeus | Zeus | Zeus | Zeus | Zeus |  |  |
|  |  |         |         | Polydorus | Polydorus | Polydorus | Polydorus | Polydorus | Polydorus |        |        | Agave  | Agave  | Agave  | Agave  | Agave  | Agave  |        |        | Autonoe | Autonoe | Autonoe | Autonoe | Autonoe | Autonoe |       |       | Ino | Ino | Ino    | Ino    | Ino    | Ino    |        |        |  |  | Semele | Semele | Semele | Semele | Semele | Semele |            |            |            |            |            |            | Zeus | Zeus | Zeus | Zeus | Zeus | Zeus |  |  |
|  |  |         |         |           |           |           |           |           |           |        |        |        |        |        |        |        |        |        |        |         |         |         |         |         |         |       |       |     |     |        |        |        |        |        |        |  |  |        |        |        |        |        |        |            |            |            |            |            |            |      |      |      |      |      |      |  |  |
|  |  |         |         |           |           |           |           |           |           |        |        |        |        |        |        |        |        |        |        |         |         |         |         |         |         |       |       |     |     |        |        |        |        |        |        |  |  |        |        |        |        |        |        | Dionis     |            |            |            |            |            |      |      |      |      |      |      |  |  |